# Eburoni
Eburoni (latinsko Eburones, [Ἐβούρωνες] Napaka: {{Jezik-xx}}: transliteration text not Latin script (pos $1) (pomoč)), belgijsko, verjetno keltsko pleme, ki je do rimske osvojitve Galije živelo v severovzhodni Galiji ob reki Meuse in sedanjih belgijski in nizozemski provinci Limburg. V Cezarjevih Komentarjih galskih vojn so opisani kot najpomemnejše pleme iz skupine germanskih plemen vzhodno od Rena. Po propadlem galskem uporu proti Cezarjevi armadi leta 53-51 pr.n. št. so bili skoraj v celoti iztrebljeni. Del Eburonov je morda preživel pod imenom Tungri, kar pa ni dokazano.
Cezar jih je prišteval med Germane, iz njihovega imena (keltsko: eburo – tisa), krajevnih imen, osebnih imen (Ambioriks, Atuatuka) in arheoloških najdb pa je razvidno, da so pripadali Keltom. Eburoni so bili verjetno plemenska zveza dveh plemen, katerima sta vladala kralja. Imeli so svoje narečje in značilno nošo.

## Naselitveni prostor
Primarni vir podatkov o poselitvenem prostoru Eburonov ob prvem stiku z Rimljani je Julij Cezar. Natančne meje njihovega ozemlja niso povsem zanesljive, vendar se do neke mere ujemajo s  kasnejšim rimskim okrožjem civitas Tungororum ob srednjem toku reke Meuse (Maas) severno od Ardenov. Obsegalo je celo ali skoraj celo regijo Limburg, ki je sedaj razdeljena belgijsko in nizozemsko provinco Limburg, ozemlje okoli sedanjega Aachena in morda nemško Porenje zahodno od Rena. 
Jezikoslovec  Maurits Gysseling predpostavlja, da so eburonskega izvora krajevna imena Avendoren (Tienen), Averdoingt (Arras), Averbode in Avernas (Hannut).
Cezar v enem od zapisov trdi, da je bila večina ozemlja Eburonov med rekama Moso (Meuse, Mass) Renom. Nemški strokovnjaki so na osnovi njegovih trditev Eburone umestili severno od Eifela.
Cezar je po drugi strani eburonsko utrdbo Atuatuco umestil približno na sredino njihovega ozemlja. Če je to res, bi to lahko bil Tongeren, ki se je v antiki imenoval Aduatuca Tungrorum. Lega Atuatuke ni zanesljiva, ker beseda aduatuca lahko pomeni tudi utrdbo. Med druge možne lokacije spadata bližnji grič Sint Pietersberg na sami Meusi, pa tudi Spa v Ardenih. V Cezarjevem splošnem opisu je omenjena tudi sotesko zahodno od mesta, primerna za zasede, kakršnih je v regiji bolj malo. V istem odlomku Cezar opisuje Segne in Kondruse, ki so živeli med Eburoni na severu in Treveri, ki so živeli ob Moselle. Trditev je težko uskladiti z ozemljem blizu Eifela, ker se po Kondrusih imenuje  regije Condroz v Ardenih  južno od Meuse in zahodno od Eifela. Po mnenju Wightmanove ni bilo severno od Eifela nobene kulturne skupine, ki bi ustrezala Eburonom.
Razen tega so Eburoni na severu in severozahodu mejili na prijateljske Menapijce, ki so, "zaščiteni z obširnimi močvirji in gozdovi", živeli ob izlivu Rena v Severno morje. Cezar v enem od odlomkov omenja, da se Eburoni po porazu niso skrili samo v Ardene in močvirja, ampak so se "tisti, ki so bili najbliže oceanu, skrili na otoke, ki jih običajno ustvari plimovanje morja". Iz njegovega navedka je razvidno, da je vsaj del Eburonov živel zahodno od Meuse. Nico Roymans je na osnovi gostote najdenih kovancev trdil, da so Eburoni na severu živeli vsaj do vzhodnega nizozemskega dela omenjenih porečij, kamor so se kasneje naselili germanski Batavijci, med katere so se morda pomešali tudi preživeli ostanki Eburonov.
Ko so germanski Tenkterji in Usipeti leta 55 pr. n. št. vdrli iz Germanije preko Rena, so najprej napadli Menapijce in nato nadaljevali pohod na ozemlje Eburonov in Kondrusov. Oboji so bili pod zaščito Treverov na jugu.
Eburoni so imeli poleg zaščite Treverov tudi prijateljske  stike z velikim belgijskim plemenom Nervijcev, ki je živelo jugozahodno od njih. Na njihovem ozemlju je bilo kasnejše rimsko glavno provincijalno mesto Bavay. Sosedje Eburonov in Nervijcem so bili Atuatuki (ali Aduatuki), ki so živeli morda na ozemlju med njimi. Cezar poroča, da je jim je moral Ambioriks pred prihodom Rimljanov plačevati davek in da sta bila njegov sin in nečak njihova talca, zasužnjena in vkovana v verige.  Eburoni bi z obema plemenoma lahko hitro sklenili vojaško zavezništvo proti Cezarjevi vojski.  Ozemlje Atuatukov ni povsem določeno, njihovo ime pa je verjetno povezano tako z eburonsko prestolnico  Atuatuco kot s kasnejšo tungrsko  Aduatuco Tungrorum, sedanjim Tongerenom. Obe mesti sta bili verjetno na isti lokaciji.
Cezar poroča, da so imeli Eburoni med vojno z Rimljani preko svojih zaveznikov Treverov sklenjena tudi zavezništva s plemeni z vzhodne obale Rena.

## Galske vojne
Cezar se je z zvezo belgijskih plemen spopadel  leta 57 pr. n. št. v bitki pri Sabisu. Pred bitko je od svojih zaveznikov Remov dobil podatke, da so Germani, se pravi Kondrusi, Eburoni, Ceresi in Pemani, zbrali vojsko 40.000 mož, kateri se je pridružilo 60.000 Belovakov, 50.000 Svesonov, 50.000 Nervijcev, 15.000 Atrebatov, 10.000 Ambijanov, 25.000 Morinov, 9.000 Menapijcev, 10.000 Kaletov, 10.000 Velokasov, 10.000 Viromandujev in 19.000 Aduatukov. Združeni armadi  je poveljeval svesonski kralj Galba,   toda zavezništvo ni delovalo. Svesoni in Belovaki so se po porazu Remov vdali in umaknili. Po njihovem umiku so se nehali upirati tudi Ambijani in Nervijci, ki so skupaj z Atrebati in Viromanduji tvorili glavno silo v tej enodnevni bitki. V opisu bitke Eburoni niso posebej omenjeni. Pomembni so postali šele po bitki kot eno od plemen, ki je nadaljevalo z odporom proti rimski nadoblasti.
Leta 54. pr. n. št. je bila Cezarjeva armada ponovno na belgijskem ozemlju, kamor se je vrnila na zimovanje po drugem pohodu v Britanijo.  Žetev je bila zaradi suše slaba, kar je sprožilo nove spore z lokalnim prebivalstvom. Upor se je začel samo petnajst dni po prihodu legije in petih kohort (pol legije) pod poveljstvom cezarjevih legatov Kvinta Titurija Sabina in Lucija Avrunkuleja Kota na eburonsko ozemlje. Eburoni so na čelu s svojima kraljema Ambioriksom in Kativolkom napadli rimski tabor. Rimljane so z obljubo o varnem odhodu izvabili iz tabora in jih nato skoraj v celoti pobili. Padlo je približno 6.000 mož. Zmaga je vzpodbudila Ambioriksa, da je osebno odjezdil najprej do Atuatukov in nato do Nervijcev, da bi skupaj napadli še vojsko Kvinta Tulija Cicera, brata slavnega govornika, ki je zimovala  na nervijskem ozemlju. Nervijci so se strinjali in takoj pozvali vojake iz svojih podložnih plemen. Cezar jim je s pravočasnim posegom prekrižal načrte in belgijski zavezniki so se razbežali. Cezar se jih zaradi močvirij in gozdov ni upal zasledovati prav daleč, verjetno tudi zato, ker so veliko izgubili že s tem, da so zapustili svoje položaje.
Zaradi širjenja upora Eburonov je bil v nevarnosti tudi Labien, eden od Cezarjevih najbolj zaupnih generalov, ki je zimoval na ozemlju Treverov.  Ko je Labijenu uspelo ubiti treverskega kralja Inducijomara, se je  "vest o njegovi smrti hitro razširila. Vse zbrane eburonske in nervijske enote so se razšle in Cezarja je za nekaj časa manj mučila skrb za oblast v Galiji".
Cezar je naslednje leto vdrl na ozemlje Eburonov. Ambioriks je pred njim pobegnil, Kativolk pa se je zastrupil z zvarkom iz tise.  Ozemlje Eburonov je zaradi gozdov in močvirij Rimljanom povzročalo težave, zato je Cezar pozval sosednja plemena, da jih oplenijo. Eni od glavnih napadalcev so bili Sikambri. Medtem ko je Cezar pustošil ozemlje Eburonov, je vojaško opremo in zaloge v Atuatuki stražila legija pod poveljstvom Kvinta Tulija Cicera. Cezarjev načrt, da bi izkoristil pohlep Sikambrov, je propadel, ko so Emburoni prepričali Sikambre, da so za plenjenje bolj kot begunci privlačna bogata rimska skladišča z naropanim blagom.

## Preživetje
Cezar poroča, da so na ozemlju Eburonov požgali vsako vas in zgradbo, na katero so naleteli, odpeljali vso živino, njegovi možje in živali pa so  porabili vse žito, ki ga jesensko vreme ni uničilo. Za tiste, ki so se skrili, če sploh kdo, so upali, da bodo pozimi pomrli od lakote. Cezar sam pravi, da je želel, da bi Eburoni in njihovo ime za vedno izginilo, kar se je tudi zgodilo. Njihovo ozemlje so kmalu zatem zasedli germanski Tungri. Tacit piše, da so bili Tungri Germani, ki so prvi prišli preko Rena, kar se ujema s Cezarjevim opisom Eburonov in njihovih sosedov in odpira možnost, da so Eburoni preživeli pod novim imenom.
Eno od plemen, povezano s Tungri, so bili Toksandri ali Toksandrijci, ki so verjetno živeli severno od Eburonov okoli sedanjega Campina (De Kempen). Cezar jih je, podobno kot germanske Kondruse, zaradi administracije pri novačenju vojakov obravnaval kot posebno pleme. Etimologija njihovega imena je nezanesljiva, lahko pa bi bilo prevod izvirnega galskega imena Eburonov, ki pomeni tiso (keltsko: eburo, latinsko: taxus). Tisa je imela pomembno mesto v eburonski kulturi.

## Germani, Kelti ali kaj drugega
Eburone so prištevali k Belgom, se pravi h Galcem oziroma Keltom. Cezar je Kondruse, Eburone, Cerese, Pemane in Segne kljub temu imenoval s skupnim imenom Germani, ki so prišli v vzhodne strani Rena in se nekaj generacij nazaj naselili na belgijskem ozemlju. Eburoni so torej spadali med "Cisrenane", se pravi "Germana s te strani Rena", kot  so jih imenovali Rimljani, da bi jih ločili od Belgov. Jasno je, da so na belgijska plemena kulturno vplivali tako galski kot germanski sosedje, podrobnosti, na primer kakšen jezik so govorili, pa ostajajo nezanesljive.